# بطولة أمم إفريقيا للمحليين 2022
بطولة أمم إفريقيا للمحليين 2022 هي النسخة السابعة من بطولة أمم أفريقيا للمحليين، التي ينظمها الاتحاد الأفريقي لكرة القدم، والخاصة باللاعبين الممارسين في الدوريات المحلية لبلدانهم.
على عكس كأس الأمم الأفريقية، سيشارك كل منتخب متأهل باللاعبين الذين يلعبون في الدوري المحلي، على سبيل المثال، لا يمكن للاعب جزائري أن يلعب مع المنتخب الوطني الجزائري إلا إذا كان يلعب لصالح ناد جزائري.
ستقام هذه النسخة من البطولة في الجزائر بين 13 يناير و 4 فبراير 2023. كانت البطولة مقررة في الأصل من 10 يوليو إلى 1 أغسطس 2022، لكن أعاد الكاف جدولة البطولة إلى يناير 2023 بعد إعلان في اجتماع اللجنة التنفيذية الذي عقد في 10 سبتمبر 2020، مشيرًا إلى تأجيل بطولة أمم أفريقيا للمحليين 2020 إلى 2021 وكأس الأمم الأفريقية 2021 حتى عام 2022 بسبب جائحة كورونا-19 في إفريقيا بالإضافة إلى كأس العالم لكرة القدم 2022 المقرر بالفعل في نوفمبر - ديسمبر 2022.

## اختيار المضيف
اختيرت الجزائر رسميًا مضيفا لنسخة 2022 في 29 سبتمبر 2018 في اجتماع اللجنة التنفيذية الذي عقد في 10 سبتمبر 2020 في شرم الشيخ، مصر.

## التصفيات
كُشف عن إجراءات التأهل في مقر الاتحاد الأفريقي لكرة القدم في القاهرة، مصر في 26 مايو 2022 مع إجراء التصفيات في الفترة من 22 يوليو إلى 4 سبتمبر 2022.

### المنتخبات المتأهلة
تأهلت الفرق الـ 18 التالية للبطولة الرئيسية.
كان من المقرر أصلاً أن يشارك المغرب في البطولة مع منتخبه تحت 23 سنة لكرة القدم، بعد أن حلت الجامعة الملكية المغربية منتخب المحليين في 31 أغسطس 2022. ومع ذلك، أعلن الفريق انسحابه من البطولة في 12 يناير 2023، بعد أن رفض البلد المضيف الجزائر السماح للفريق بالقيام برحلة مباشرة من الرباط إلى قسنطينة عبر الخطوط الملكية المغربية.
| المنتخب                     | المنطقة                | المشاركة | أفضل مشاركة                                  | تصنيف الفيفا |
| --------------------------- | ---------------------- | -------- | -------------------------------------------- | ------------ |
| الجزائر (المضيف)            | المنطقة الشمالية       | الثانية  | المركز الرابع (2011)                         | 40           |
| المغرب (انسحب)              | المنطقة الشمالية       | الخامسة  | البطل (2018، 2020)                           | 11           |
| ليبيا                       | المنطقة الشمالية       | الخامسة  | البطل (2014)                                 | 120          |
| السنغال                     | المنطقة الغربية أ      | الثالثة  | المركز الرابع (2009)                         | 19           |
| موريتانيا                   | المنطقة الغربية أ      | الثالثة  | دور المجموعات (2014، 2018)                   | 103          |
| مالي                        | المنطقة الغربية أ      | الخامسة  | الوصيف (2016، 2020)                          | 45           |
| النيجر                      | المنطقة الغربية ب      | الرابعة  | الربع النهائي (2011)                         | 122          |
| غانا                        | المنطقة الغربية ب      | الرابعة  | الوصيف (2009، 2014)                          | 58           |
| ساحل العاج                  | المنطقة الغربية ب      | الخامسة  | المركز الثالث (2016)                         | 47           |
| جمهورية الكونغو الديمقراطية | المنطقة الوسطى         | السادسة  | البطل (2009، 2016)                           | 73           |
| الكونغو                     | المنطقة الوسطى         | الرابعة  | الربع النهائي (2018، 2020)                   | 99           |
| الكاميرون                   | المنطقة الوسطى         | الخامسة  | المركز الرابع (2020)                         | 33           |
| السودان                     | المنطقة الوسطى الشرقية | الثالثة  | المركز الثالث (2011، 2018)                   | 128          |
| إثيوبيا                     | المنطقة الوسطى الشرقية | الثالثة  | دور المجموعات (2014، 2016)                   | 138          |
| أوغندا                      | المنطقة الوسطى الشرقية | السادسة  | دور المجموعات (2011، 2014، 2016، 2018، 2020) | 89           |
| مدغشقر                      | المنطقة الجنوبية       | الأولى   | أول مشاركة                                   | 102          |
| أنغولا                      | المنطقة الجنوبية       | الرابعة  | الوصيف (2011)                                | 117          |
| موزمبيق                     | المنطقة الجنوبية       | الثانية  | دور المجموعات (2014)                         | 114          |

## التميمة
اتخذت الجزائر ثعلب الفنك قبطان تميمةً للبطولة. وكان شعار البطولة "شان في بلاد الشأن".

## الرعاية
الرعاة الرسميين:توتال إنرجيز ، وان إكس بت
، تيك توك ، أمبرو
الرعاة الوطنيين:موبيليس ، أڨروديف

## الملاعب
أكد الاتحاد الجزائري لكرة القدم في 1 أغسطس 2020 أن هذه النسخة من البطولة ستقام في أربعة ملاعب في أربع مدن: الجزائر ووهران وقسنطينة وعنابة.
| ملعب نيلسون مانديلا | ملعب ميلود هدفي  |
| السعة: 40,784       | السعة: 40,143    |
|                     |                  |
| قسنطينة             | عنابة            |
| ملعب محمد حملاوي    | ملعب 19 ماي 1956 |
| السعة: 22,986       | السعة: 58,100    |
|                     |                  |

### مخيمات المنتخبات
| المنتخب                     | الفندق                         | موقع التدريب                   |
| --------------------------- | ------------------------------ | ------------------------------ |
| الجزائر (المضيف)            | المركز الفني الوطني بسيدي موسى | المركز الفني الوطني بسيدي موسى |
| ليبيا                       | فندق جولدن توليب رويوم الجزائر | ملحق - ملعب نيلسون مانديلا     |
| إثيوبيا                     | فندق باي دياب                  | ملحق - ملعب نيلسون مانديلا     |
| موزمبيق                     | فندق ميركيور المطار            | ملعب سالم مبروكي               |
| جمهورية الكونغو الديمقراطية | كومبلكس توريستيك صبري          | ملحق - ملعب 19 ماي 1956        |
| ساحل العاج                  | فندق رويال إليسا عنابة         | ملحق - ملعب عبد القادر شابو    |
| السنغال                     | فندق ريم الجميل                | ملحق - ملعب 19 ماي 1956        |
| أوغندا                      | فندق ميليتير عنابة             | ملحق - ملعب عبد القادر شابو    |
| المغرب (انسحب)              | نوفوتيل قسنطينة                | ملحق - ملعب محمد حملاوي        |
| السودان                     | فندق جولدن توليب الكسندر       | ملحق - ملعب محمد حملاوي        |
| مدغشقر                      | فندق جولدن توليب الكسندر       | EBRC                           |
| غانا                        | فندق الخيم                     | EBRC                           |
| مالي                        | فندق رودينا وهران              | ملعب كاستورز                   |
| أنغولا                      | فندق رودينا وهران              | ملعب كاستورز                   |
| موريتانيا                   | شيراطون وهران                  | ملحق 1 - ملعب وهران الأولمبي   |
| الكاميرون                   | فندق فينت دوم خالد             | ملحق 1 - ملعب وهران الأولمبي   |
| الكونغو                     | شيراطون وهران                  | ملحق 2 - ملعب وهران الأولمبي   |
| النيجر                      | فندق باتشا                     | ملحق 2 - ملعب وهران الأولمبي   |

## القرعة
أُجريت قرعة النهائيات في 1 أكتوبر 2022، الساعة 18:00 بتوقيت غرب أوروبا (ت ع م±00:00)، في دار أوبرا بوعلام بسايح في الجزائر العاصمة، الجزائر.
قُسمت الفرق الـ18 إلى ثلاث مجموعات من أربعة فرق ومجموعتين من ثلاثة فرق. صُنف البلد المضيف الجزائر في المجموعة الأولى (A1)، في حين صُنف حامل اللقب المغرب في المجموعة (C1). صُنفت الفرق المتبقية بناءً على نتائجها في أحدث أربع بطولات نهائية: 2014 (مضروبًا في 1)، 2016 (مضروبًا في 2)، 2018 (مضروبًا في 3)، 2020 (مضروبًا في 4):
- 7 نقاط للفائز
- 5 نقاط للوصيف
- 3 نقاط في الدور نصف النهائي
- 2 نقطة لربع النهائي
- 1 نقطة لمرحلة المجموعة

بناءً على الصيغة أعلاه، وُزعت الأوعية الأربعة على النحو التالي:
| المصنف                                                     | الوعاء 1                                                                          | الوعاء 2                                                                                            | الوعاء 3 |
| ---------------------------------------------------------- | --------------------------------------------------------------------------------- | --------------------------------------------------------------------------------------------------- | --- |
| 1. الجزائر (المضيف) (0 نقطة) (A1) 2. المغرب (53 نقطة) (C1) | 1. مالي (32 نقطة) 2. الكاميرون (24 نقطة) 3. جمهورية الكونغو الديمقراطية (20 نقطة) | 1. الكونغو (19 نقطة) 2. ليبيا (15 نقطة) 3. أوغندا (12 نقطة) 4. أنغولا (10 نقاط) 5. السودان (9 نقاط) | 1. النيجر (8 نقاط) 2. ساحل العاج (6 نقاط) 3. موريتانيا (5 نقاط) 4. إثيوبيا (4 نقاط) 5. السنغال (3 نقاط) 6. غانا (نقطة) 7. موزمبيق (0 نقطة) 8. مدغشقر (0 نقطة) |

## التشكيلات
يمكن أن تحتوي كل فرقة على 28 لاعبًا كحد أقصى (المادة 72 من اللوائح).

## الحكام
اختار الكاف ما مجموعه 49 حكما (19 حكما و18 حكما مساعدا و12 حكم فيديو) لإدارة مباريات بطولة 2022، وهم:

### الحكام
- لطفي بكواسة
- باتريس ميلازار
- الهادي الله محمد
- كليلو إبراهيم تراوري
- محمد عادل
- عبد العزيز بوه
- إبراهيم معتز
- كريم صبري
- بيير غيسلين أتشو
- سيلسو أرميندو الفاكاو
- صموئيل أويكوندا
- محمود علي إسماعيل
- ميسيي نكونكو
- ملكي محرز
- دجيندو لويس هوجناناندي
- داودا جوي
- توم أبونجيل
- بليز يوفين نجوا
- إيمري نيونجابو

### الحكام المساعدون
- أكرم عباس زرهوني
- سيد علي إبراهيم الحملاوي
- كليمنس كاندوكو
- اريك ايمافو اولريش ايامر
- كواسي بروبي
- حمدين ديبا
- أدو هيرمان نجوه
- حمزة حاجي عبدي
- موديبو ساماكي
- دوس ريس أبيلميرو
- ديتسوجا بوريس مارليز
- رودريغ ميناي مبيلي
- نهى بنجورة
- سانو حبيب جوديسيل
- ديودون موتوييمانا
- إيفانيلدو ميريليس دي أو سانش لوبيز
- هينسلي بيتروس
- عبد العزيز بلل جو

### حكامتقنية الفيديو
- هيثم جيرات
- لحلو بن إبراهيم
- دانيال لاريا
- محمود عاشور
- سمير جزاز
- دحان بيضا
- عيسى سي
- باسيفيك ندبيهونيمانا
- باملاك تيسيما وييسا
- بيتر واويرو كاماكو
- زكريا برنسي
- محمد عبد الله إبراهيم

## مرحلة المجموعات
يتأهل أفضل فريقين من كل مجموعة من أربعة فرق إلى ربع النهائي. يتأهل كذلك أفضل ثالث من كل المجموعات.
- جميع المباريات حسب توقيت الجزائر (ت ع م±01:00).

## وصلات خارجية
- بطولة أمم إفريقيا للمحليين (موقع كورة)
- موقع الاتحاد الإفريقي لكرة القدم